# K2-72 b
K2-72 b es el primer exoplaneta descubierto en torno a la estrella K2-72, perteneciente a la constelación de Acuario, a 181,1 años luz de la Tierra. Su hallazgo se publicó en 2016, después de que se detectasen varios tránsitos del objeto frente a su estrella. Su radio, de 1,29 R⊕, se encuentra muy por debajo del límite marcado por los expertos que separa a los cuerpos terrestres de los gaseosos. Por tanto, la probabilidad de que sea un planeta terrestre es muy alta.
Los otros tres exoplanetas encontrados alrededor de la estrella K2-72 son K2-72 c, K2-72 d y K2-72 e. Los tres son probablemente cuerpos terrestres y, debido a la cercanía de sus órbitas respecto a la estrella, solo el último podría ser habitable partiendo de su temperatura de equilibrio.

## Características
K2-72 es una enana roja de tipo M2,5V, con una masa de 0,41 M☉ y un radio de 0,4 R☉. En los planetas pertenecientes a estrellas poco masivas como K2-72, el límite de acoplamiento de marea suele superar el confín externo zona habitable. Como resultado y considerando que ninguno de los exoplanetas encontrados en el sistema supera su borde exterior, es muy probable que la rotación de todos ellos esté en sincronía con su órbita y que, por tanto, cuenten con un hemisferio diurno y otro nocturno. La distancia entre K2-72 b y su estrella es de 0,05 UA o unos siete millones de kilómetros según el PHL, veinte veces menos que la distancia entre la Tierra del Sol. Partiendo de la luminosidad de K2-72 y de la distancia orbital, el HZD del exoplaneta es de -1,78, quedando fuera de la zona habitable.
El radio del exoplaneta es de 1,29 R⊕, muy por debajo del límite de 1,6 R⊕ que distingue a los planetas telúricos de los minineptunos. La masa estimada del objeto es de 2,05 M⊕, lo que supondría una gravedad un 23 % mayor que la terrestre. El Laboratorio de Habitabilidad Planetaria de la UPRA, considerando la densidad del objeto, ha asignado un HZC de -0,16. Así pues, la concentración de metales de K2-72 b parece ser muy similar a la de la Tierra, aunque ligeramente menor.
La temperatura de equilibrio de K2-72 b, calculada mediante su ubicación en el sistema y la luminosidad de su estrella, es de 183,55 °C. Si su atmósfera y albedo son similares a los de la Tierra, su temperatura media superficial sería de unos 220,35 °C. Sin embargo, es probable que por las características del planeta y su estrella, su temperatura real sea muy distinta y presente grandes oscilaciones entre el hemisferio iluminado y el opuesto. En Venus, que tiene una baja velocidad de rotación pero no es sincrónica y que proporcionalmente orbita a una distancia muy superior a la de K2-72 b, la diferencia entre la temperatura de equilibrio y la temperatura media en la superficie es de casi 500 °C. En caso de que alguna forma de vida pudiera resistir las hostiles condiciones de K2-72 b, sería un hipertermoplaneta.

## Sistema
K2-72 b es el primer exoplaneta confirmado en el sistema K2-72. Poco después se descubrieron K2-72 c, K2-72 d y K2-72 e. Todos orbitan a distancias muy próximas entre sí y respecto a su estrella. K2-72 b completa una órbita alrededor de su astro cada 5,58 días, K2-72 c cada 15,19, K2-72 d cada 7,76 y K2-72 e cada 24,17. Durante la distancia mínima de intersección orbital, la separación entre K2-72 b y K2-72 d —el más cercano— llega a ser de seis millones de kilómetros, unas dieciséis veces más que la distancia entre la Tierra y la Luna.